# Delegati dalla Virginia al Congresso degli Stati Uniti d'America

Distretti congressuali della Virginia dal 2023

Sin dall'ammissione all'Unione come stato, avvenuta nel 1788, la Virginia è rappresentata al Congresso degli Stati Uniti da una delegazione al Senato e alla Camera dei rappresentanti. Ogni stato elegge due senatori con mandati di sei anni, a prescindere dalla popolazione dello stato; quelli della Virginia appartengono alle classi 1 e 2. Elegge inoltre un numero di rappresentanti alla Camera in numero proporzionale alla popolazione, ogni due anni; è attualmente rappresentato alla Camera dei rappresentanti da 11 delegati, eletti in distretti uninominali con il sistema first-past-the-post.
Essendo il numero dei rappresentanti proporzionale alla popolazione dello stato, la rappresentanza alla Camera è variata nel corso della storia dello stato, da un minimo di 9 ad un massimo di 23 rappresentanti. L'ultimo censimento del 2020 ha confermato il numero di 11 rappresentanti, che rimane invariato sin dal censimento del 1990.

## Camera dei rappresentanti

### Delegati attuali
La delegazione alla camera dei rappresentanti ha un totale di 11 membri in carica, 5 democratici e 5 repubblicani; un seggio è vacante per il decesso di Gerry Connolly, avvenuto il 21 maggio 2025.
| Distretto | Rappresentante     | Partito      | CPVI | Inizio mandato   | Mappa del distretto |
| --------- | ------------------ | ------------ | ---- | ---------------- | ------------------- |
| 1°        | Rob Wittman        | Repubblicano | R+3  | 11 dicembre 2007 |                     |
| 2°        | Jen Kiggans        | Repubblicano | EVEN | 3 gennaio 2023   |                     |
| 3°        | Bobby Scott        | Democratico  | D+18 | 3 gennaio 1993   |                     |
| 4°        | Jennifer McClellan | Democratico  | D+17 | 7 marzo 2023     |                     |
| 5°        | John McGuire       | Repubblicano | R+6  | 3 gennaio 2025   |                     |
| 6°        | Ben Cline          | Repubblicano | R+12 | 3 gennaio 2019   |                     |
| 7°        | Eugene Vindman     | Democratico  | D+2  | 3 gennaio 2025   |                     |
| 8°        | Don Beyer          | Democratico  | D+26 | 4 novembre 2015  |                     |
| 9°        | Morgan Griffith    | Repubblicano | R+22 | 3 gennaio 2011   |                     |
| 10°       | Suhas Subramanyam  | Democratico  | D+6  | 3 gennaio 2025   |                     |
| 11°       | Vacante            | Vacante      | D+18 | 21 maggio 2025   |                     |

## Senato degli Stati Uniti d'America
| Senatore Classe 1             | Congresso                 | Senatore Classe 2           |
| ----------------------------- | ------------------------- | --------------------------- |
| William Grayson (Anti-Amm)    | 1                         | Richard H. Lee (Anti-Amm)   |
| John Walker (Pro-Amm)         | 1                         | Richard H. Lee (Anti-Amm)   |
| James Monroe (Anti-Amm)       | 1                         | Richard H. Lee (Anti-Amm)   |
| 2                             |                           | Richard H. Lee (Anti-Amm)   |
| John Taylor (Anti-Amm)        |                           |                             |
| 3                             |                           |                             |
| Stevens T. Mason (Anti-Amm)   | Henry Tazewell (Anti-Amm) |                             |
| Stevens T. Mason (D-R)        | 4                         | Henry Tazewell (D-R)        |
| Stevens T. Mason (D-R)        | 5                         | Henry Tazewell (D-R)        |
| Stevens T. Mason (D-R)        | 6                         | Wilson C. Nicholas (D-R)    |
| Stevens T. Mason (D-R)        | 7                         | Wilson C. Nicholas (D-R)    |
| Stevens T. Mason (D-R)        | 8                         | Wilson C. Nicholas (D-R)    |
| John Taylor of Caroline (D-R) |                           | Wilson C. Nicholas (D-R)    |
| Abraham B. Venable (D-R)      | Andrew Moore (D-R)        |                             |
| William B. Giles (D-R)        | William B. Giles (D-R)    |                             |
| Andrew Moore (D-R)            | William B. Giles (D-R)    |                             |
| 9                             | William B. Giles (D-R)    |                             |
| 10                            | William B. Giles (D-R)    |                             |
| Richard Brent (D-R)           | William B. Giles (D-R)    | 11                          |
| Richard Brent (D-R)           | William B. Giles (D-R)    | 12                          |
| Richard Brent (D-R)           | William B. Giles (D-R)    | 13                          |
| James Barbour (D-R)           | William B. Giles (D-R)    |                             |
| 14                            | William B. Giles (D-R)    |                             |
| Armistead T. Mason (D-R)      |                           |                             |
| 15                            | John Eppes (D-R)          |                             |
| 16                            | John Eppes (D-R)          |                             |
| 17                            | James Pleasants (D-R)     |                             |
| 17                            | John Taylor (D-R)         |                             |
| 18                            |                           |                             |
| Littleton Tazewell (D-R)      |                           |                             |
| James Barbour (J)             | 19                        | Littleton Tazewell (J)      |
| John Randolph (J)             | 19                        | Littleton Tazewell (J)      |
| John Tyler (J)                | 20                        | Littleton Tazewell (J)      |
| John Tyler (J)                | 21                        | Littleton Tazewell (J)      |
| John Tyler (J)                | 22                        | Littleton Tazewell (J)      |
| John Tyler (J)                | William C. Rives (J)      |                             |
| John Tyler (Anti-J)           | 23                        |                             |
| John Tyler (Anti-J)           | 23                        | Benjamin W. Leigh (Anti-J)  |
| John Tyler (Anti-J)           | 24                        |                             |
| William C. Rives (J)          | Richard E. Parker (J)     |                             |
| William C. Rives (D)          | 25                        | Richard E. Parker (D)       |
| William C. Rives (W)          | 26                        | William H. Roane (D)        |
| William C. Rives (W)          | 27                        | William S. Archer (W)       |
| William C. Rives (W)          | 28                        | William S. Archer (W)       |
| Isaac S. Pennybacker (D)      | 29                        | William S. Archer (W)       |
| James M. Mason (D)            | 29                        | William S. Archer (W)       |
| 30                            | Robert M. T. Hunter (D)   |                             |
| 31                            | Robert M. T. Hunter (D)   |                             |
| 32                            | Robert M. T. Hunter (D)   |                             |
| 33                            | Robert M. T. Hunter (D)   |                             |
| 34                            | Robert M. T. Hunter (D)   |                             |
| 35                            | Robert M. T. Hunter (D)   |                             |
| 36                            | Robert M. T. Hunter (D)   |                             |
| 37                            | Robert M. T. Hunter (D)   |                             |
| Waitman T. Willey (U)         | Robert M. T. Hunter (D)   |                             |
| Lemuel J. Bowden (U)          | 38                        | John S. Carlile (U)         |
| Vacante                       | 38                        | Vacante                     |
| Vacante                       | 39                        | Vacante                     |
| Vacante                       | 40                        | Vacante                     |
| Vacante                       | 41                        | Vacante                     |
| John F. Lewis (R)             | John W. Johnston (D)      |                             |
| John F. Lewis (R)             | John W. Johnston (D)      | 42                          |
| John F. Lewis (R)             | John W. Johnston (D)      | 43                          |
| Robert E. Withers (D)         | John W. Johnston (D)      | 44                          |
| Robert E. Withers (D)         | John W. Johnston (D)      | 45                          |
| Robert E. Withers (D)         | John W. Johnston (D)      | 46                          |
| William Mahone (Re)           | John W. Johnston (D)      | 47                          |
| William Mahone (Re)           | 48                        | Harrison H. Riddleberg (Re) |
| William Mahone (Re)           | 49                        | Harrison H. Riddleberg (Re) |
| John W. Daniel (D)            | 50                        | Harrison H. Riddleberg (Re) |
| John W. Daniel (D)            | 51                        | John S. Barbour Jr. (D)     |
| John W. Daniel (D)            | 52                        | John S. Barbour Jr. (D)     |
| John W. Daniel (D)            | Eppa Hunton (D)           |                             |
| John W. Daniel (D)            | 53                        |                             |
| John W. Daniel (D)            | 54                        | Thomas S. Martin (D)        |
| John W. Daniel (D)            | 55                        | Thomas S. Martin (D)        |
| John W. Daniel (D)            | 56                        | Thomas S. Martin (D)        |
| John W. Daniel (D)            | 57                        | Thomas S. Martin (D)        |
| John W. Daniel (D)            | 58                        | Thomas S. Martin (D)        |
| John W. Daniel (D)            | 59                        | Thomas S. Martin (D)        |
| John W. Daniel (D)            | 60                        | Thomas S. Martin (D)        |
| Vacante                       | 61                        | Thomas S. Martin (D)        |
| Claude A. Swanson (D)         | 61                        | Thomas S. Martin (D)        |
| 62                            |                           | Thomas S. Martin (D)        |
| 63                            |                           | Thomas S. Martin (D)        |
| 64                            |                           | Thomas S. Martin (D)        |
| 65                            |                           | Thomas S. Martin (D)        |
| 66                            |                           | Thomas S. Martin (D)        |
| Carter Glass (D)              |                           |                             |
| 67                            |                           |                             |
| 68                            |                           |                             |
| 69                            |                           |                             |
| 70                            |                           |                             |
| 71                            |                           |                             |
| 72                            |                           |                             |
| Harry F. Byrd (D)             | 73                        |                             |
| Harry F. Byrd (D)             | 74                        |                             |
| Harry F. Byrd (D)             | 75                        |                             |
| Harry F. Byrd (D)             | 76                        |                             |
| Harry F. Byrd (D)             | 77                        |                             |
| Harry F. Byrd (D)             | 78                        |                             |
| Harry F. Byrd (D)             | 79                        | Thomas G. Burch (D)         |
| Harry F. Byrd (D)             | 80                        | A. Willis Robertson (D)     |
| Harry F. Byrd (D)             | 81                        | A. Willis Robertson (D)     |
| Harry F. Byrd (D)             | 82                        | A. Willis Robertson (D)     |
| Harry F. Byrd (D)             | 83                        | A. Willis Robertson (D)     |
| Harry F. Byrd (D)             | 84                        | A. Willis Robertson (D)     |
| Harry F. Byrd (D)             | 85                        | A. Willis Robertson (D)     |
| Harry F. Byrd (D)             | 86                        | A. Willis Robertson (D)     |
| Harry F. Byrd (D)             | 87                        | A. Willis Robertson (D)     |
| Harry F. Byrd (D)             | 88                        | A. Willis Robertson (D)     |
| Harry F. Byrd (D)             | 89                        | A. Willis Robertson (D)     |
| Harry F. Byrd Jr. (D)         | William B. Spong Jr. (D)  |                             |
| Harry F. Byrd Jr. (D)         | William B. Spong Jr. (D)  | 90                          |
| Harry F. Byrd Jr. (D)         | William B. Spong Jr. (D)  | 91                          |
| Harry F. Byrd Jr. (I)         | William B. Spong Jr. (D)  | 92                          |
| Harry F. Byrd Jr. (I)         | 93                        | William L. Scott (R)        |
| Harry F. Byrd Jr. (I)         | 94                        | William L. Scott (R)        |
| Harry F. Byrd Jr. (I)         | 95                        | William L. Scott (R)        |
| Harry F. Byrd Jr. (I)         | John W. Warner (R)        |                             |
| Harry F. Byrd Jr. (I)         | 96                        |                             |
| Harry F. Byrd Jr. (I)         | 97                        |                             |
| Paul Trible (R)               | 98                        |                             |
| Paul Trible (R)               | 99                        |                             |
| Paul Trible (R)               | 100                       |                             |
| Chuck Robb (D)                | 101                       |                             |
| Chuck Robb (D)                | 102                       |                             |
| Chuck Robb (D)                | 103                       |                             |
| Chuck Robb (D)                | 104                       |                             |
| Chuck Robb (D)                | 105                       |                             |
| Chuck Robb (D)                | 106                       |                             |
| George Allen (R)              | 107                       |                             |
| George Allen (R)              | 108                       |                             |
| George Allen (R)              | 109                       |                             |
| Jim Webb (D)                  | 110                       |                             |
| Jim Webb (D)                  | 111                       | Mark Warner (D)             |
| Jim Webb (D)                  | 112                       | Mark Warner (D)             |
| Tim Kaine (D)                 | 113                       | Mark Warner (D)             |
| Tim Kaine (D)                 | 114                       | Mark Warner (D)             |
| Tim Kaine (D)                 | 115                       | Mark Warner (D)             |
| Tim Kaine (D)                 | 116                       | Mark Warner (D)             |
| Tim Kaine (D)                 | 117                       | Mark Warner (D)             |
| Tim Kaine (D)                 | 118                       | Mark Warner (D)             |
| Tim Kaine (D)                 | 119                       | Mark Warner (D)             |